# Sammenslutningen af stater i Sahel-Sahara
Sammenslutningen af stater i Sahel-Sahara (engelsk: Community of Sahel-Saharan States, fransk: Communauté des Etats Sahélo-Sahariens, arabisk: تجمع دول الساحل والصحراء, CEN-SAD eller COMESSA) er en sanmmenslutning af afrikanske stater, etableret d. 4. februar 1998, hvis mål er at skabe et frihandelsområde.

## Liste over medlemslande
Grundlæggende medlemslande:
- Burkina Faso
- Tchad
- Libyen
- Mali
- Niger
- Sudan

Senere medlemslande:
- Centralafrikanske Republik (1999)
- Eritrea (1999)
- Djibouti (2000)
- Gambia (2000)
- Senegal (2000)
- Egypten (2001)
- Marokko (2001)
- Nigeria (2001)
- Somalia (2001)
- Tunesien (2001)
- Benin (2002)
- Togo (2002)
- Elfenbenskysten (2004)
- Guinea-Bissau (2004)
- Liberia (2004)
- Ghana (2005)
- Sierra Leone (2005)
- Comorerne (2007)
- Guinea (2007)
- Kenya (2008)
- Mauretanien (2008)
- Sao Tome og Principe (2008)
- Kap Verde (2009)

## Ekstern henvisning
- CEN-SAD Arkiveret 18. marts 2008 hos  Wayback Machine Sammenslutningen af stater i Sahel-Saharas hjemmeside